# Krnjevo
Krnjevo (en serbe cyrillique : Крњево) est une localité de Serbie située dans la municipalité de Velika Plana, district de Podunavlje. Au recensement de 2011, elle comptait 3 748 habitants.
Krnjevo est officiellement classé parmi les villages de Serbie.

## Démographie

### Évolution historique de la population
| 1948  | 1953  | 1961  | 1971  | 1981  | 1991  | 2002  | 2011  |
| ----- | ----- | ----- | ----- | ----- | ----- | ----- | ----- |
| 5 751 | 5 853 | 5 876 | 5 623 | 5 437 | 5 101 | 4 253 | 3 748 |

|  |